# Sør-Helgelands prosteri

Prosterier i Sør-Hålogalands stift. Det ljusröda området på kartan är Sør-Helgelands prosteri.

Sør-Helgelands prosteri (norska: Sør-Helgeland prosti) är ett kontrakt (prosteri, norska: prosti) i Sør-Hålogalands stift inom Norska kyrkan. Kontraktet omfattar kommunerna Bindal, Brønnøy, Sømna, Vega och Vevelstad i Nordland fylke i norra Norge.
Namnet kommer från landskapet Helgeland, som kontraktet utgör en del av.

## Socknar
Sør-Helgelands prosteri består av sex socknar (norska: sokn eller sogn) inom fem kyrkliga samfälligheter (norska: kirkelige fellesråd), motsvarande kommunerna:

### Bindals kyrkliga samfällighet
- Bindals socken

### Brønnøy kyrkliga samfällighet
- Brønnøy socken
- Velfjord og Tosens socken

### Sømna kyrkliga samfällighet
- Sømna socken

### Vega kyrkliga samfällighet
- Vega socken

### Vevelstads kyrkliga samfällighet
- Vevelstads socken